# Wilhelm Leuschner
Wilhelm Leuschner est un homme politique socialiste allemand, résistant au nazisme, né le 15 juin 1890 à Bayreuth et exécuté le 29 septembre 1944 dans la prison de Plötzensee. Il était proche de Carl Friedrich Goerdeler.

## Biographie
Syndicaliste et social-démocrate, il s'oppose au nazisme comme ministre de l'intérieur de Hesse avant 1933.
Wilhelm Leuschner est arrêté en mai 1933 par la dictature nazie et détenu dans un camp de concentration. Libéré deux ans plus tard, il participe à la résistance intérieure au nazisme.
Pressenti pour devenir vice-chancelier en cas de succès de l'attentat du 20 juillet 1944 contre Adolf Hitler, il est arrêté, jugé par le Volksgerichtshof, condamné à mort et exécuté à Plötzensee.
Un stèle en son hommage a été érigée à Berlin-Kreuzberg.